# Вендел Алексис
Вендел Алексис (енгл. Wendell Alexis; Њујорк, САД, 31. јул 1964) је бивши амерички кошаркаш.
На драфту 1986. одабрали су га Голден Стејт Вориорси као 59. пика.